# 氷雪気候
|   |        |     |     |     |     |    |     |     |     |     |     |     |     |     |     |     |     |     |
|   |        | fa  | fb  | fc  | fd  | m  | wa  | wb  | wc  | wd  | sa  | sb  | sc  | sd  |     |     |     |     |
| E | 寒帯   |     |     |     |     |    |     |     |     |     |     |     |     |     | ET  | ET  | EF  | EF  |
| D | 亜寒帯 | Dfa | Dfb | Dfc | Dfd |    | Dwa | Dwb | Dwc | Dwd | Dsa | Dsb | Dsc | Dsd |     |     |     |     |
| C | 温帯   | Cfa | Cfb | Cfc |     |    | Cwa | Cwb | Cwc |     | Csa | Csb | Csc |     |     |     |     |     |
| B | 乾燥帯 |     |     |     |     |    |     |     |     |     |     |     |     |     | BSh | BSk | BWh | BWk |
| A | 熱帯   | Af  | Af  |     |     | Am | Aw  | Aw  |     |     | As  | As  |     |     |     |     |     |     |

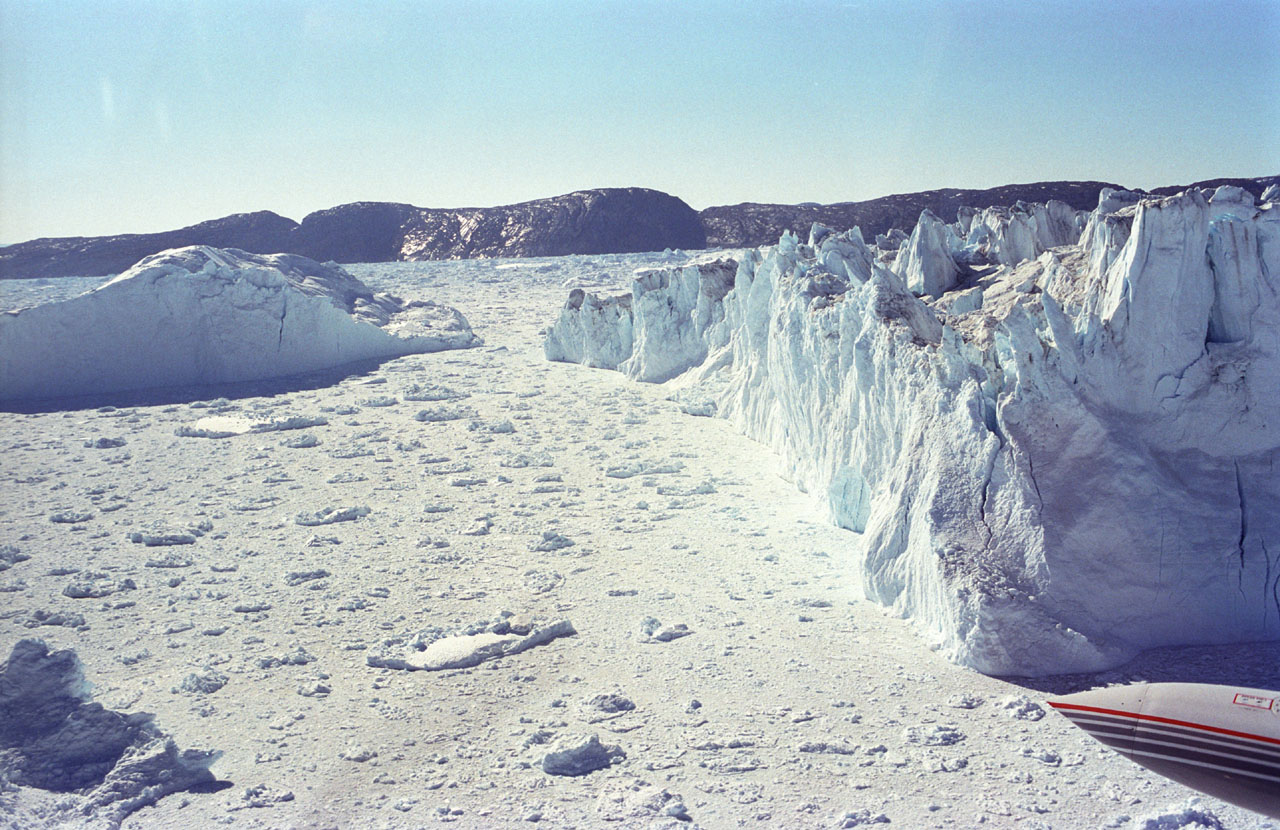
グリーンランドの氷雪地帯

氷雪気候（ひょうせつきこう）とは、ケッペンの気候区分における気候区のひとつで、寒帯に属する。記号はEFでEは寒帯、Fは氷雪（Froste）を表す。フローンの気候区分における高極帯（記号：EE）に相当する。南極やグリーンランドの内陸部に分布しており、学術調査や資源開発などに限定される。また、土壌は永久凍土である。

## 特徴
年間を通じて雪と氷に閉ざされている。降雪量が融雪量を上回るため、氷河が生成される。ブリザードといわれる突風が月に数回吹き荒れる。そのため植物の自生はなく、人間が居住するのも非常に困難な気候区（アネクメーネ）である。夏であっても平均気温としては0℃を超えない。冬期の南極内陸部では気温が-89.2℃、地表面温度で-93.2℃になることもある。この気候に属するのは高山を除けば、グリーンランド内陸部や南極大陸（南極半島はツンドラ気候）しかない。

## 条件
最暖月平均気温が0℃未満である。最寒月平均気温及び降水量についての条件はない。そのため、亜寒帯の条件である「最寒月平均気温が氷点下3℃未満」を満たさずとも、例えば各月の平均気温が1年中氷点下1℃でも、（実際にそのような地点が存在するかは別として）定義上はこの気候に属する。

## 分布

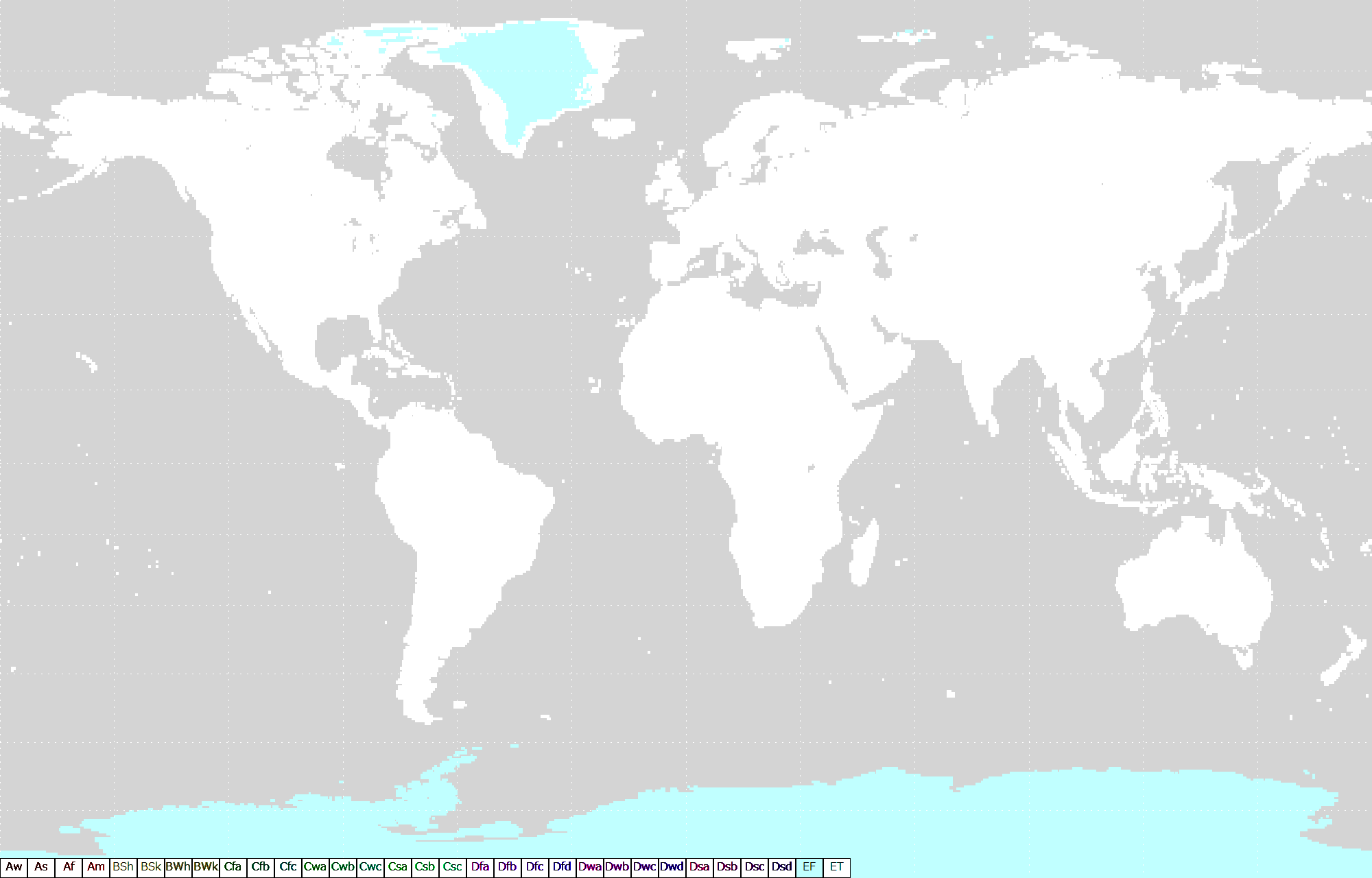
氷雪気候（EF）の世界的な分布

グリーンランドやクイーンエリザベス諸島の内陸部、南極大陸とその周辺の島々のみに限られる。なお、グリーンランドと同緯度にあるシベリア北東部の内陸部は、冬季こそ氷雪気候並みもしくはそれ以下の気温まで下がるが、夏季の気温は比較的高くなるため寒帯にはならず、亜寒帯気候のうちのDfdまたはDwdとなる。
この地域では都市は存在しない。ただ、調査研究を目的とした一時的な定住は各地で行われている。
- 昭和基地（南極）[2][3] - 最暖月の平均気温が-0.7℃であり、ツンドラ気候に限りなく近い
- マクマード基地（南極）
- アムンゼン・スコット基地（南極）
- ボストーク基地（南極）

## 雨温図

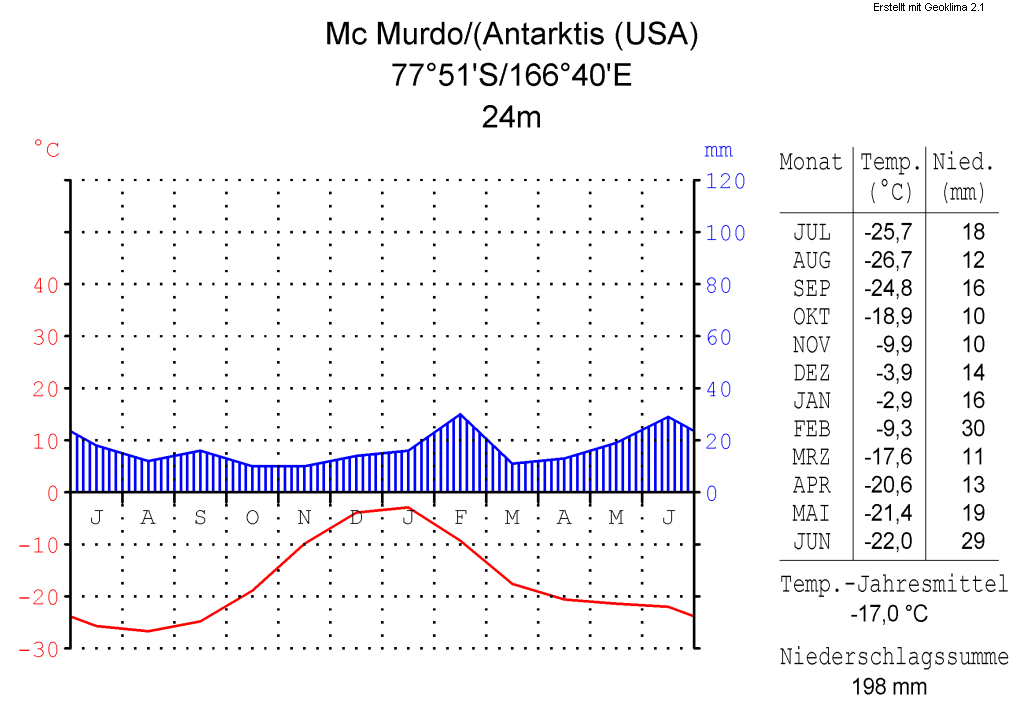
マクマード基地の雨温図
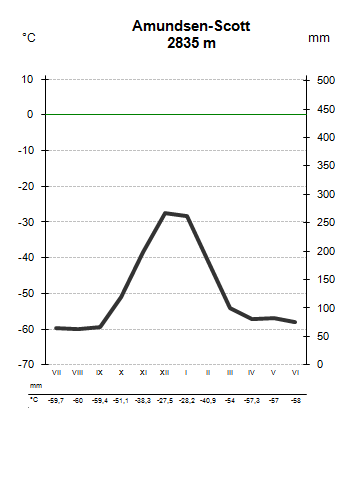
アムンゼン・スコット基地の雨温図

## 気候の特徴
年間を通して気温が非常に低い。短い夏の間は白夜となるが冬は長く、冬至の前後は極夜となり気温がほとんど上がらない状態が続く。広大な氷床や氷河では滑昇風という風が吹き、雪が降っていなくても頻繁に地吹雪（ブリザード）を引き起こす。
また、寒冷な気団のみで構成され前線を伴わない極低気圧が時々強風や雪をもたらす。

## 土壌・植生・産業
氷雪気候では土壌は氷河や万年雪の下に隠れており、滅多に現れることはない。氷河の薄いところでは、地下に潜在的な永久凍土が存在している。これは現在よりも気温が高かった時代につくられたものである。
どのような植物でも自然に生育することはできない。海中でも海藻は生育しない。
菌類はわずかに見られ、土壌などに存在する。
人間の居住は、強風や低温に耐えられる建物と定期的な食料や生活物資の輸送がなければ不可能であり、南極の基地で行われる一時的な定住や最高数か月間の滞在に限られる。また、南極の棚氷や北極の厚い海氷の上では建物を設置して居住することもできる。
低温や台地を覆う氷雪という苛酷な自然環境を利用した学術研究がベースになっており、居住地では生活に関連した産業も成立している。氷河の下に眠っている天然資源を利用しようとする動きもある。

## 野生動物
一部のわずかな地域、岩場などでホッキョクグマ、ペンギン、アザラシなどの野生動物が生息している。それらは主に周辺海域の魚類を摂取して生活している。もうひとつの寒帯であるツンドラ気候の区域に比べて生態系は限られている。

## 環境問題
ここ数十年の地球温暖化により南極の氷床や北極の氷河の融解が早まり、その量も多くなってきている。この影響でプランクトンの異常発生や、氷河に棲む動物の生息環境の悪化といった現象が起きている。また、海面上昇への影響も心配されている。
温暖化が進めば、この気候は高緯度あるいは標高が高い場所に押し縮められると考えられる。平年値の上昇により、最暖月の平均気温が0.0℃以上になれば、これまでは氷雪気候とされていた場所が、定義上はツンドラ気候に変わることになる。